# Ingebjørg Guttormsdatter
Ingebjørg Guttormsdatter (12. století) byla norská královna, manželka Øysteina I.

## Život
Ingebjørg Guttormsdatter byla dcerou Guttorma Toressona z Lillehammeru. Manželství bylo součástí budování aliancí krále Øysteina ve východní části Norska. Z manželství se narodila dcera
Marie Øysteinsdatter (María Eysteinsdóttir), která se později stala matkou uchazeče o norský trůn Olava Ugjævy. Ten byl sice v roce 1166 jmenován králem, ale byl poražen Magnusem V. a donucen utéct ze země.
Ingebjørg byla společně s Ragnou Nikolasdatter, manželkou Øysteina II., jedinou norskou královnou mezi polovinou 11. století a 13. stoletím, která nepocházela z ciziny.